# Арабски завоевания
Арабско-ислямските завоевания (на арабски: الفتوحات الإسلامية, al-Futūḥāt al-Islāmiyya), наричани също арабски завоевания,  и ранни ислямски завоевания,  (за да се отличават от по-късното разпространение на исляма) започват още по времето на пророка Мохамед, който става управник на цяла Южна Арабия през VII век. При неговите приемници от Праведния и Омаядския халифат започва столетие на експанзия. През 711 г. арабските армии вече са покорили Северна Африка чак до Атлантическия океан. Оттам те се насочват на север, прекосяват Гибралтарския проток и завладяват Иберийския полуостров, който наричат Ал Андалус. Пет години по-късно арабите нападат Константинопол по суша и море. В апогея си тяхната империя се простира от границите на Китай и Индия през Централна Азия и обхваща Близкия Изток, цяла Северна Африка и части от европейския континент (Пиренейски полуостров и Сицилия).
Поредицата завоевания, извършени през VII – VIII век, са определяни като „едно от най-значителните събития в световната история“, довело да създаването на „нова цивилизация“ – ислямизирания и арабизиран Близък Изток. Ислямът, дотогава ограничен в Арабския полуостров, се превръща в голяма световна религия, а синтезът на арабски, римски и персийски културни елементи водят до възникването на самобитен нов стил в изкуството и архитектурата на Близкия Изток.

## Военни селища
Арабските завоеватели предпочитат да се заселват във военни лагери. Всеки от тях има формата на кръг (за разлика от римските и персийските лагери, които са квадратни) и е обграден със земен вал. Във вътрешността на кръга се разполагат палатките на завоевателите, мнозинството от които остават верни на бедуинския начин на живот. Такива лагери възникват в Ирак (Куфа през 636 г. и Басра през 638 г.), в Египет (Фустат през 642 г.) и в Африка (Кайруан ок. 670 г.). Около арабските военни лагери се заселват местни жители и приходящи, възникват цели села или квартали на занаятчии, търговци, наемни работници, проститутки и престъпници. Завоевателите водят със себе си големи групи от роби. Така арабските военни лагери се превръщат в многолюдни градове, центрове на разпространение на ислямската вяра. През VIII в. Басра и Куфа са вече големи градове-пристанища, а през Х в. Фустат става ядрото на новата египетска столица Кайро.